# مقاطعة يورك (بنسلفانيا)
مقاطعة يورك (بالإنجليزية: York County, Pennsylvania)‏ هي إحدى مقاطعات ولاية بنسيلفانيا في الولايات المتحدة. بلغ عدد سكانها 434972 نسمة في عام 2010 حسب إحصاء مكتب تعداد الولايات المتحدة.

## المناخ
يظهر الجدول التالي التغييرات المناخية على مدار السنة لمقاطعة يورك:
| البيانات المناخية لـمقاطعة يورك                                                          | البيانات المناخية لـمقاطعة يورك | البيانات المناخية لـمقاطعة يورك | البيانات المناخية لـمقاطعة يورك | البيانات المناخية لـمقاطعة يورك | البيانات المناخية لـمقاطعة يورك | البيانات المناخية لـمقاطعة يورك | البيانات المناخية لـمقاطعة يورك | البيانات المناخية لـمقاطعة يورك | البيانات المناخية لـمقاطعة يورك | البيانات المناخية لـمقاطعة يورك | البيانات المناخية لـمقاطعة يورك | البيانات المناخية لـمقاطعة يورك | البيانات المناخية لـمقاطعة يورك |
| الشهر                                                                                    | يناير                           | فبراير                          | مارس                            | أبريل                           | مايو                            | يونيو                           | يوليو                           | أغسطس                           | سبتمبر                          | أكتوبر                          | نوفمبر                          | ديسمبر                          | المعدل السنوي                   |
| ---------------------------------------------------------------------------------------- | ------------------------------- | ------------------------------- | ------------------------------- | ------------------------------- | ------------------------------- | ------------------------------- | ------------------------------- | ------------------------------- | ------------------------------- | ------------------------------- | ------------------------------- | ------------------------------- | ------------------------------- |
| الدرجة القصوى °ف (°م)                                                                    | 72 (22)                         | 75 (24)                         | 86 (30)                         | 91 (33)                         | 93 (34)                         | 96 (36)                         | 100 (38)                        | 99 (37)                         | 95 (35)                         | 90 (32)                         | 84 (29)                         | 78 (26)                         | 100 (38)                        |
| متوسط درجة الحرارة الكبرى °ف (°م)                                                        | 38.6 (3.7)                      | 41.7 (5.4)                      | 51.5 (10.8)                     | 63.0 (17.2)                     | 72.5 (22.5)                     | 81.1 (27.3)                     | 84.8 (29.3)                     | 83.5 (28.6)                     | 75.9 (24.4)                     | 65.7 (18.7)                     | 54.4 (12.4)                     | 42.3 (5.7)                      | 63.0 (17.2)                     |
| متوسط درجة الحرارة الصغرى °ف (°م)                                                        | 20.6 (−6.3)                     | 22.3 (−5.4)                     | 29.3 (−1.5)                     | 39.0 (3.9)                      | 48.9 (9.4)                      | 58.7 (14.8)                     | 62.8 (17.1)                     | 60.7 (15.9)                     | 52.8 (11.6)                     | 41.4 (5.2)                      | 33.9 (1.1)                      | 24.6 (−4.1)                     | 41.3 (5.2)                      |
| أدنى درجة حرارة °ف (°م)                                                                  | −12 (−24)                       | −12 (−24)                       | −12 (−24)                       | 17 (−8)                         | 28 (−2)                         | 39 (4)                          | 44 (7)                          | 42 (6)                          | 32 (0)                          | 22 (−6)                         | 12 (−11)                        | −10 (−23)                       | −12 (−24)                       |
| الهطول إنش (مم)                                                                          | 2.93 (74)                       | 2.73 (69)                       | 3.51 (89)                       | 3.44 (87)                       | 3.98 (101)                      | 3.34 (85)                       | 3.69 (94)                       | 3.57 (91)                       | 4.26 (108)                      | 3.26 (83)                       | 3.46 (88)                       | 2.97 (75)                       | 41.14 (1٬045)                   |
| متوسط تساقط الثلوج إنش (سم)                                                              | 8.9 (23)                        | 8.1 (21)                        | 3.5 (8.9)                       | 0.5 (1.3)                       | 0 (0)                           | 0 (0)                           | 0 (0)                           | 0 (0)                           | 0 (0)                           | 0 (0)                           | 0.8 (2.0)                       | 3.2 (8.1)                       | 25.0 (64)                       |
| متوسط أيام هطول الأمطار (≥ 0.01 in)                                                      | 10.0                            | 9.8                             | 11.1                            | 12.1                            | 12.8                            | 11.7                            | 10.9                            | 10.0                            | 9.5                             | 8.4                             | 10.3                            | 10.0                            | 126.6                           |
| متوسط الأيام المثلجة (≥ 0.1 in)                                                          | 3.8                             | 2.7                             | 1.5                             | 0.3                             | 0                               | 0                               | 0                               | 0                               | 0                               | 0                               | 0.5                             | 1.7                             | 10.5                            |
| المصدر: NOAA (snow, precipitation days, and snow days from York 3 SSW Pump Station COOP) |                                 |                                 |                                 |                                 |                                 |                                 |                                 |                                 |                                 |                                 |                                 |                                 |                                 |

## أعلام
- جيمس إس. ستيفنسون
- جون اندروز
- جيمس تود
- جيري كارل
- إتش بي. ريس

## وصلات خارجية
- www.york-county.org